# Twintighoek

Regelmatige twintighoek.

Een twintighoek of icosagoon is een figuur met 20 hoeken en 20 zijden. Een regelmatige twintighoek is een regelmatige veelhoek, een twintighoek met n=20 gelijke hoeken en 20 gelijke zijden. De hoeken van een regelmatige twintighoek zijn:
{\displaystyle \alpha ={\frac {(n-2)}{n}}\cdot 180^{\circ }={\tfrac {18}{20}}\times 180^{\circ }=162^{\circ }}
De oppervlakte {\displaystyle A} voor een regelmatige twintighoek wordt gegeven door de volgende formule, met {\displaystyle a} de lengte van een zijde:
{\displaystyle A=5{\sqrt {\frac {2+{\sqrt {\frac {5+\surd {5}}{2}}}}{2-{\sqrt {\frac {5+\surd {5}}{2}}}}}}\ a^{2}\approx 31,5688\,a^{2}}
De straal {\displaystyle R} van de omgeschreven cirkel is:
{\displaystyle R={\frac {a}{2\sin(9^{\circ })}}\approx 3{,}196\,a}